# Monumentale (metropolitana di Milano)
Monumentale è una stazione della linea M5 della metropolitana di Milano.

## Storia
I lavori per la costruzione della stazione iniziarono nel 2010. Questa è stata inoltre una delle due stazioni della seconda tratta da cui sono state calate le tunnel boring machine per la costruzione dei tunnel. La stazione è stata inaugurata l'11 ottobre 2015.

## Strutture e impianti
Monumentale, come tutte le altre stazioni della linea, è dotata di porte di banchina. Possiede uscite in piazzale Cimitero Monumentale e in via Carlo Farini. In origine, la stazione avrebbe dovuto avere una banchina mediana, visibile dalle banchine laterali che sono state poi costruite in seguito e che vengono attualmente utilizzate.

## Servizi
La stazione è, come tutte le altre della linea, accessibile ai portatori di handicap grazie alla presenza di vari ascensori, sia a livello stradale sia all'interno della stazione stessa. Sono inoltre presenti indicatori per i tempi d'attesa nelle banchine e l'intera stazione è sotto video sorveglianza.
La stazione dispone di:
- Accessibilità per portatori di handicap
- Ascensori
- Scale mobili
- Emettitrice automatica biglietti
- Servizi igienici
- Stazione video sorvegliata

## Interscambi
La stazione è servita da diverse linee tranviarie urbane gestite da ATM.
- Fermata tram (Monumentale M5, linea 10)
- Fermata tram (Via Farini Via Ferrari, linee 2, 4, 10 e 33)
- Fermata tram linee 12 e 14